# Метро станица Синтагма
Метро станица Синтагма (грч. Σταθμός Σύνταγμα) је подземна станица атинског метроа, на линијама 2 и 3. Налази се испод Авеније Василиса Амалије, испред Споменика незнаном војнику, у Атини, а име је добио по истоименом тргу, на коме се налазе њен главни улаз и излаз. То је потпуно подземна четвороспратна станица, са фиксним и покретним степеницама и лифтовима, и нуди могућност преласка између две линије које опслужује.

## Историја
Станица је отворена 28. јануара 2000. До 15. новембра 2000. био је јужни терминус линије 2, а до 22. априла 2003. био је западни терминус линије 3. 

## Функције
Станица има два перона за линију 2 на свом трећем нивоу, који се налази на дубини од 17 метара. Две платформе линије 3 налазе се један ниво испод, на четвртом нивоу станице, постављене окомито на оне на линији 2, и налазе се на дубини од 28 метара. Перони линија 2 и 3 су директно повезани један са другим засебним степеништем, тако да се трансфери не морају вршити преко нивоа валидације карата.
Станица је централна станица атинске метро мреже. Тамо се налази Центар за контролу саобраћаја метроа као и разне услуге као што су канцеларија за изгубљене ствари, канцеларија за информације, канцеларија за жалбе, канцеларија за наплату казни итд. а. Станица има и изложбени простор (на првом нивоу сутерена), који садржи изложбени простор за археолошке налазе и вишенаменску салу.

## Интервенције
Током изградње станице откривени су археолошки налази од великог значаја, као и налази из новијег доба (византијски и османски период, као и период нове грчке државе). У оквиру станице изложени су узорци ових налаза, као и историјско-геолошки пресек који је остао нетакнут након завршетка изградње станице, где се могу видети разни остаци зграда и инсталација из ранијих времена.
Станица такође садржи модерне естетске елементе, као што је такозвани Метро сат, дело вајара Тодороса Пападимитријуа . Изложено је и дело Атријум Гиоргоса Зонголопулоса, инсталација са висећим сунцобранима и степеницама у окну на крову платформе линије 3 према Општинском позоришту . Зид бунара је обложен нерђајућим челичним лимовима и укупне димензије су 20 метара висине и 8 метара у пречнику. 

### Изложбени простор
Изложбени простор станице налази се на првом подземном нивоу. Поседује део где су изложени археолошки налази, као и вишенаменску салу која се користи за различите културне манифестације (изложбе, пројекције, концерти), као и за хуманитарне базаре.

#### Археолошки експонати
На првом подземном нивоу станице, на површини од 500 м2. Изложен је велики број археолошких налаза и реплика откривених током ископавања метро тунела и станице. Улаз на место одржавања је бесплатан и није потребно плаћање улазнице.

Такође је изложен део корита реке Еридан, као и древни пут који је водио од капија зида до општина Месогаје. 

## Трамвајска станица
Станицу атинског трамваја опслужује линија 6, чија је крајња станица. Свечано је отворен 19. јула 2004. Нуди могућност преласка између трамваја и атинског метроа, преко истоимене метро станице, која се налази подземно, делимично испод трамвајског стајалишта. До 1953. служио је као станица старих трамвајских линија 1, 2 и 12.
2018. станица/терминал, као и цела трамвајска деоница између Синтагме и Касомулија, стављени су ван функције, јер су изражени страхови од ерозије тла из корита реке Илисос. Убрзо након тога, откривени су планови за преуређење подручја, који је укључивао трајно уништавање и укидање трамваја на овој деоници и откривање корита реке Илисос. Влада Киријакоса Мицотакиса успротивила се овом плану 2019. и покренуте су студије о безбедности ове деонице. Према истрагама, пруга је оцењена безбедном и у новембру 2020. трамвајски саобраћај између Синтагме и Касомулија је обновљен. 

## Галерија

### Погледи на станицу
- Перони линије 3 током шпица
- Линија 2 платформа
- Платформе линије 3
- Ниво продаје карата
- Долазећи воз
- Ниво продаје карата
- Билетарница

### Археолошки експонати
- Стратиграфија античког зида, са цеви у центру која припада аквадукту Пеисистратио .
- Део аквадукта Пеисистратио који је откривен током изградње станице.
- Погребна стела из касног хеленистичког периода
- Део аквадукта Пеисистратио
- Амфоре хеленистичког периода
- Скулптуре
- Антиквитети испред станице, поред улаза на трг Синтагма.